# Giro d’Italia 2023/8. Etappe
Die 8. Etappe des Giro d’Italia 2023 fand am 13. Mai 2023 statt und führte weiter in Richtung Norden. Die Strecke führte von Terni über 207 Kilometer nach Fossombrone. Nach der Etappe hatten die Fahrer insgesamt 1367,6 Kilometer zurückgelegt, was 39,3 % der Gesamtdistanz entsprach. Die Organisatoren der Rundfahrt bewerteten die Schwierigkeit der Etappe mit drei von fünf Sternen.

## Streckenverlauf
Der neutralisierte Start erfolgte in Terni auf dem Piazza della Repubblica. Im Anschluss verließen die Fahrer das Zentrum über die Corso Cornelio Tacito und gelangten zum Piazza Tacito, ehe es über die Viale Giuseppe Mazzini auf die SS 3 ging, wo das Rennen nach 5,2 Kilometern bei Collelicino freigegeben wurde.
Unmittelbar nach dem offiziellen Start begann die Straße anzusteigen und führte auf den nicht kategorisierten Valico della Somma. Anschließend folgte eine kurze Abfahrt nach Spoleto, ehe in Foligno nach 47,9 Kilometern der erste Zwischensprint ausgefahren wurde. Die Fahrer behielten ihre Fahrtrichtung gen Norden bei und durchfuhren Nocera Umbra, Gualdo Tadino und Sigillo, wo bei Kilometer 97,3 der zweite Zwischensprint erfolgte. Wenige Kilometer später erreichten die Fahrer auf dem nicht kategorisierten Passo della Scheggia den höchsten Punkt der Etappe, ehe eine lange, flache Abfahrt über Cantiano, Cagli und Acqualagna zum Zielort Fossombrone führte.
Rund 53 Kilometer vor dem Ziel erfolgte die erste Auffahrt zur Bergwertung I Cappuccini (329 m), die über zehn schmale Kehren zum Santuario Beato Benedetto führte. Der Anstieg der 4. Kategorie wies auf einer Länge von 2,8 Kilometern eine durchschnittliche Steigung von 7,9 % auf, wobei maximale Steigungsprozente von bis zu 19 % erreicht wurden. Nach der anschließenden Abfahrt erfolgte die erste Zieldurchfahrt, ehe die längere Steigung des Monte delle Cesane (628 m) folgte. Diese Bergwertung der 2. Kategorie wies im unteren Bereich Steigungsprozente von über 10 % auf, während im oberen Teil zahlreiche Rampen und Flachstücke folgten. Insgesamt lag die durchschnittliche Steigung des 7,8 Kilometer langen Monte delle Cesane bei 6,5 %. Nachdem die Kuppe 36,4 Kilometer vor dem Ziel überquert worden war, bogen die Fahrer rechts ab und nehmen beim Monastero di Montebello die anschließende Abfahrt in Angriff, die nach Isola del Piano führte. Bei Montefelcino erfolgte eine kurze Gegensteigung, ehe die Fahrer den Zielort Fossombrone ein weiteres Mal durchfuhren. Im Anschluss folgte erneut die Steigung von I Cappuccini, die 5,9 Kilometer vor dem Ziel überquert wurde. Die Ziellinie befand sich am Ende einer langen Geraden auf der Viale Martiri della Resistenza.
|                            | Ort                | Kilometer | Länge (km) | Höhe (m) | Ø Steigung | max. Steigung |
| -------------------------- | ------------------ | --------- | ---------- | -------- | ---------- | ------------- |
| neutralisierter Start      | Terni              | −5,2      |            |          |            |               |
| offizieller Start          | Collelicino        | 0         |            |          |            |               |
| Zwischensprint             | Foligno            | 47,9      |            |          |            |               |
| Zwischensprint             | Sigillo            | 97,3      |            |          |            |               |
| Bergwertung (4. Kategorie) | I Cappuccini       | 156,8     | 2,8        | 329      | 7,9 %      | 19 %          |
| Zieldurchfahrt             | Fossombrone        | 162,6     |            |          |            |               |
| Bergwertung (2. Kategorie) | Monte delle Cesane | 170,6     | 7,8        | 628      | 6,5 %      | 18 %          |
| Bergwertung (4. Kategorie) | I Cappuccini       | 201,1     | 2,8        | 329      | 7,9 %      | 19 %          |
| Ziel                       | Fossombrone        | 207       |            |          |            |               |

## Rennverlauf
Mit Lars Van den Berg (Groupama-FDJ) und Filippo Ganna (Ineos Grenadiers) nahmen zwei Fahrer die 8. Etappe nicht in Angriff, wobei letzterer aufgrund eines positiven COVID-19-Tests ausfiel. Unmittelbar nach dem Start kam es im Peloton zu mehreren Angriffen, wobei sich anfangs keine Gruppe absetzen konnte. Mit Andreas Leknessund (Team DSM) versuchte sich auch der Gesamtführende in einer Fluchtgruppe zu platzieren, was ihm jedoch nicht gelang. Nach rund 15 gefahrenen Kilometern konnten mit Valentin Paret Peintre (AG2R Citroën Team), Derek Gee (Israel-Premier Tech), Ben Healy (EF Education-EasyPost) und Carlos Verona (Movistar Team) vier Fahrer eine kleine Lücke herausfahren. Dahinter kam es im Hauptfeld immer wieder zu Angriffen und Toms Skujiņš (Trek-Segafredo) schloss wenige Kilometer vor dem ersten Zwischensprint zu den vier Spitzenreitern auf. Beim ersten Zwischensprint setzte sich Carlos Verona durch, während Jonathan Milan (Bahrain Victorious), der Führende der Punktewertung, den Sprint im Hauptfeld vor Mads Pedersen (Trek-Segafredo) und Kaden Groves (Alpecin-Deceuninck) gewann. Nach mehr als 60 gefahrenen Kilometern löste sich mit Alessandro Tonelli (Green Project-Bardiani CSF-Faizanè), Filippo Zana (Team Jayco AlUla), Mattia Bais (Eolo-Kometa Cycling Team), François Bidard (Cofidis), Samuele Battistella (Astana Qazaqstan Team) und Alessandro Iacchi (Team Corratec-Selle Italia) eine sechs Fahrer umfassende Verfolgergruppe, die wenig später zu den fünf Fahrern der Spitzengruppe aufschloss. Mit Warren Barguil (Team Arkéa-Samsic) und Oscar Riesebeek (Alpecin-Deceuninck) schafften kurz darauf zwei weitere Fahrer den Sprung in die Ausreißergruppe des Tages, in der nun 13 Fahrer vertreten waren. Warren Barguil wies in der Gesamtwertung mit sechs Minuten und 39 Sekunden den geringsten Rückstand auf. In der hektischen Anfangsphase gaben Samuele Zoccarato (Green Project-Bardiani CSF-Faizanè), Florian Stork (Team DSM) und David Dekker (Arkéa-Samsic) das Rennen auf.
Beim zweiten Zwischensprint sicherten sich Mattia Bais, Alessandro Tonelli und Alessandro Iacchi die Zeitbonifikationen. Danach wuchs der Vorsprung der Spitzengruppe auf bis zu fünf Minuten an. Rund 50 Kilometer vor dem Ziel nahmen die Fahrer mit der ersten Auffahrt des I Cappuccini (329 m) die erste Bergwertung des Tages in Angriff. Ben Healy forcierte das Tempo und setzte sich entscheidend ab. Der Ire überquerte die Kuppe des Anstiegs als Erster und ging mit wenigen Sekunden Vorsprung in die Abfahrt und baute diesen nach der ersten Zieldurchfahrt auf rund eine Minute aus. Im Anstieg des Monte delle Cesane (628 m) formierte sich eine Verfolgergruppe in der mit Warren Barguil, Filippo Zana, Mattia Bais, Derek Gee und Carlos Verona fünf Fahrer vertreten waren. Die Gruppe konnte jedoch nicht mehr zu Ben Healy aufschließen, der seinen Vorsprung weiter ausbaute und nach der zweiten Überquerung des I Cappuccini das Ziel mit einem Vorsprung von einer Minute und 49 Sekunden erreichte. Im Sprint um den zweiten Platz setzte sich Derek Gee vor Filippo Zana und Warren Barguil durch.
Im Hauptfeld kontrollierten die Ineos Grenadiers und die Jumbo-Visma-Mannschaft das Tempo auf den ersten beiden Anstiegen. Im Schlussanstieg des I Cappuccini forcierte zunächst die Bora-hansgrohe-Mannschaft das Tempo, ehe Primož Roglič (Jumbo-Visma) im unteren Teil des 2,8 Kilometer langen Anstiegs angriff. Einzig der gesamtführende Andreas Leknessund folgte ihm, ehe er das Hinterrad des Slowenen nicht mehr halten konnte. Der Weltmeister Remco Evenepoel (Soudal Quick-Step) konnte die Lücke zu Primož Roglič nicht schließen, während mit Tao Geoghegan Hart und Geraint Thomas die beiden Kapitäne der Ineos Grenadiers kurz vor der Kuppe zu Primož Roglič auffuhren. In der anschließenden Abfahrt formierten sich mehrere kleinere Gruppen. Primož Roglič, Geraint Thomas und Tao Geoghegan Hart erreichten das Ziel mit einem Vorsprung von 14 Sekunden auf die nachfolgende Gruppe, in der neben Remco Evenepoel auch João Almeida, Jay Vine (beide UAE Team Emirates), Damiano Caruso, Jack Haig (beide Bahrain Victorious), Eddie Dunbar (Jayco AlUla) und Pavel Sivakov (Ineos Grenadiers) vertreten waren. Andreas Leknessund erreichte das Ziel gemeinsam mit Alexander Wlassow und Lennard Kämna (beide Bora-hansgrohe) und wies einen Rückstand von 34 Sekunden auf die Gruppe um Primož Roglič auf.
Andreas Leknessund verteidigte die Gesamtführung lag nun jedoch nur noch acht Sekunden vor Remco Evenepoel. Mit weiteren 30 Sekunden Rückstand rückte Primož Roglič auf den dritten Gesamtrang vor, gefolgt von João Almeida, Geraint Thomas und Tao Geoghegan Hart, die ebenfalls weniger als eine Minute hinter dem Gesamtführenden zurücklagen. Lennard Kämna wies als Gesamtzehnter bereits einen Rückstand von rund zwei Minuten auf. In der Bergwertung und Punktewertung verteidigten David Bais und Jonathan Milan ihre Führungen in den jeweiligen Sonderwertungen. Ben Healy schob sich mit seinem ersten Giro-d’Italia-Etappensieg auf den sechsten Platz in der Bergwertung, wobei sein Rückstand auf den Führenden 62 Punkte betrug. In der Mannschaftswertung führten weiterhin die Ineos Grenadiers. Von den 167 gestarteten Fahrern erreichten 164 das Ziel.

## Ergebnis
| \| Etappenergebnis \| Etappenergebnis \| Etappenergebnis \| Etappenergebnis \| Etappenergebnis \| \| Fahrer \| Fahrer \| Land \| Team \| Zeit \| \| --------------- \| ------------------ \| ---------------------- \| ---------------------------------- \| --------------- \| \| 1. \| Ben Healy \| Irland \| EF Education-EasyPost \| 4 h 44 min 24 s \| \| 2. \| Derek Gee \| Kanada \| Israel-Premier Tech \| + 1 min 49 s \| \| 3. \| Filippo Zana \| Italien \| Team Jayco AlUla \| + 1 min 49 s \| \| 4. \| Warren Barguil \| Frankreich \| Arkéa-Samsic \| + 1 min 49 s \| \| 5. \| Carlos Verona \| Spanien \| Movistar Team \| + 2 min 12 s \| \| 6. \| Mattia Bais \| Italien \| Eolo-Kometa \| + 2 min 37 s \| \| 7. \| Toms Skujiņš \| Lettland \| Trek-Segafredo \| + 3 min 51 s \| \| 8. \| Alessandro Tonelli \| Italien \| Green Project-Bardiani CSF-Faizanè \| + 3 min 56 s \| \| 9. \| Oscar Riesebeek \| Niederlande \| Alpecin-Deceuninck \| + 4 min 00 s \| \| 10. \| Tao Geoghegan Hart \| Vereinigtes Königreich \| Ineos Grenadiers \| + 4 min 34 s \| |                    |                        |                                    |                 |
| |                    |                        |                                    |                 |
| Quelle: ProCyclingStats |                    |                        |                                    |                 |
| Etappenergebnis |                    |                        |                                    |                 |
| Fahrer | Fahrer             | Land                   | Team                               | Zeit            |
| 1. | Ben Healy          | Irland                 | EF Education-EasyPost              | 4 h 44 min 24 s |
| 2. | Derek Gee          | Kanada                 | Israel-Premier Tech                | + 1 min 49 s    |
| 3. | Filippo Zana       | Italien                | Team Jayco AlUla                   | + 1 min 49 s    |
| 4. | Warren Barguil     | Frankreich             | Arkéa-Samsic                       | + 1 min 49 s    |
| 5. | Carlos Verona      | Spanien                | Movistar Team                      | + 2 min 12 s    |
| 6. | Mattia Bais        | Italien                | Eolo-Kometa                        | + 2 min 37 s    |
| 7. | Toms Skujiņš       | Lettland               | Trek-Segafredo                     | + 3 min 51 s    |
| 8. | Alessandro Tonelli | Italien                | Green Project-Bardiani CSF-Faizanè | + 3 min 56 s    |
| 9. | Oscar Riesebeek    | Niederlande            | Alpecin-Deceuninck                 | + 4 min 00 s    |
| 10. | Tao Geoghegan Hart | Vereinigtes Königreich | Ineos Grenadiers                   | + 4 min 34 s    |

## Gesamtstände
| \| Gesamtwertung \| Gesamtwertung \| Gesamtwertung \| Gesamtwertung \| Gesamtwertung \| \| Fahrer \| Fahrer \| Land \| Team \| Zeit \| \| ------------- \| ---------------------- \| ---------------------- \| ------------------ \| ---------------- \| \| 1. \| Andreas Leknessund \| Norwegen \| Team DSM \| 33 h 52 min 10 s \| \| 2. \| Remco Evenepoel \| Belgien \| Soudal Quick-Step \| + 8 s \| \| 3. \| Primož Roglič \| Slowenien \| Jumbo-Visma \| + 38 s \| \| 4. \| João Almeida \| Portugal \| UAE Team Emirates \| + 40 s \| \| 5. \| Geraint Thomas \| Vereinigtes Königreich \| Ineos Grenadiers \| + 52 s \| \| 6. \| Tao Geoghegan Hart \| Vereinigtes Königreich \| Ineos Grenadiers \| + 56 s \| \| 7. \| Aurélien Paret-Peintre \| Frankreich \| AG2R Citroën Team \| + 58 s \| \| 8. \| Alexander Wlassow \| Neutrales Banner \| Bora-Hansgrohe \| + 1 min 26 s \| \| 9. \| Damiano Caruso \| Italien \| Bahrain Victorious \| + 1 min 39 s \| \| 10. \| Lennard Kämna \| Deutschland \| Bora-Hansgrohe \| + 1 min 54 s \| |                        |                        |                    |                  |
| |                        |                        |                    |                  |
| Quelle: ProCyclingStats |                        |                        |                    |                  |
| Gesamtwertung |                        |                        |                    |                  |
| Fahrer | Fahrer                 | Land                   | Team               | Zeit             |
| 1. | Andreas Leknessund     | Norwegen               | Team DSM           | 33 h 52 min 10 s |
| 2. | Remco Evenepoel        | Belgien                | Soudal Quick-Step  | + 8 s            |
| 3. | Primož Roglič          | Slowenien              | Jumbo-Visma        | + 38 s           |
| 4. | João Almeida           | Portugal               | UAE Team Emirates  | + 40 s           |
| 5. | Geraint Thomas         | Vereinigtes Königreich | Ineos Grenadiers   | + 52 s           |
| 6. | Tao Geoghegan Hart     | Vereinigtes Königreich | Ineos Grenadiers   | + 56 s           |
| 7. | Aurélien Paret-Peintre | Frankreich             | AG2R Citroën Team  | + 58 s           |
| 8. | Alexander Wlassow      | Neutrales Banner       | Bora-Hansgrohe     | + 1 min 26 s     |
| 9. | Damiano Caruso         | Italien                | Bahrain Victorious | + 1 min 39 s     |
| 10. | Lennard Kämna          | Deutschland            | Bora-Hansgrohe     | + 1 min 54 s     |

| Punktewertung | Punktewertung          | Punktewertung | Punktewertung              | Punktewertung |
| Fahrer        | Fahrer                 | Land          | Team                       | Punkte        |
| ------------- | ---------------------- | ------------- | -------------------------- | ------------- |
| 1.            | Jonathan Milan         | Italien       | Bahrain Victorious         | 113 P.        |
| 2.            | Kaden Groves           | Australien    | Alpecin-Deceuninck         | 100 P.        |
| 3.            | Mads Pedersen          | Dänemark      | Trek-Segafredo             | 89 P.         |
| 4.            | Michael Matthews       | Australien    | Team Jayco AlUla           | 57 P.         |
| 5.            | Aurélien Paret-Peintre | Frankreich    | AG2R Citroën Team          | 33 P.         |
| 6.            | Vincenzo Albanese      | Italien       | Eolo-Kometa                | 32 P.         |
| 7.            | Ben Healy              | Irland        | EF Education-EasyPost      | 29 P.         |
| 8.            | Toms Skujiņš           | Lettland      | Trek-Segafredo             | 28 P.         |
| 9.            | Davide Bais            | Italien       | Eolo-Kometa                | 27 P.         |
| 10.           | Stefano Gandin         | Italien       | Team Corratec-Selle Italia | 24 P.         |

| Bergwertung | Bergwertung             | Bergwertung | Bergwertung                | Bergwertung |
| Fahrer      | Fahrer                  | Land        | Team                       | Punkte      |
| ----------- | ----------------------- | ----------- | -------------------------- | ----------- |
| 1.          | Davide Bais             | Italien     | Eolo-Kometa                | 86 P.       |
| 2.          | Thibaut Pinot           | Frankreich  | Groupama-FDJ               | 50 P.       |
| 3.          | Karel Vacek             | Tschechien  | Team Corratec-Selle Italia | 36 P.       |
| 4.          | Simone Petilli          | Italien     | Intermarché-Circus-Wanty   | 32 P.       |
| 5.          | Amanuel Ghebreigzabhier | Eritrea     | Trek-Segafredo             | 26 P.       |
| 6.          | Ben Healy               | Irland      | EF Education-EasyPost      | 24 P.       |
| 7.          | Aurélien Paret-Peintre  | Frankreich  | AG2R Citroën Team          | 22 P.       |
| 8.          | Francesco Gavazzi       | Italien     | Eolo-Kometa                | 18 P.       |
| 9.          | Warren Barguil          | Frankreich  | Arkéa-Samsic               | 16 P.       |
| 10.         | Alessandro De Marchi    | Italien     | Team Jayco AlUla           | 15 P.       |

| Nachwuchswertung | Nachwuchswertung   | Nachwuchswertung | Nachwuchswertung      | Nachwuchswertung |
| Fahrer           | Fahrer             | Land             | Team                  | Zeit             |
| ---------------- | ------------------ | ---------------- | --------------------- | ---------------- |
| 1.               | Andreas Leknessund | Norwegen         | Team DSM              | 33 h 52 min 10 s |
| 2.               | Remco Evenepoel    | Belgien          | Soudal Quick-Step     | + 8 s            |
| 3.               | João Almeida       | Portugal         | UAE Team Emirates     | + 40 s           |
| 4.               | Santiago Buitrago  | Kolumbien        | Bahrain Victorious    | + 2 min 52 s     |
| 5.               | Thymen Arensman    | Niederlande      | Ineos Grenadiers      | + 3 min 01 s     |
| 6.               | Einer Rubio        | Kolumbien        | Movistar Team         | + 4 min 29 s     |
| 7.               | Alexander Cepeda   | Ecuador          | EF Education-EasyPost | + 9 min 07 s     |
| 8.               | Ilan Van Wilder    | Belgien          | Soudal Quick-Step     | + 9 min 08 s     |
| 9.               | Filippo Zana       | Italien          | Team Jayco AlUla      | + 10 min 25 s    |
| 10.              | Michel Heßmann     | Deutschland      | Jumbo-Visma           | + 13 min 45 s    |

| Mannschaftswertung | Mannschaftswertung    | Mannschaftswertung           | Mannschaftswertung |
| Team               | Team                  | Land                         | Zeit               |
| ------------------ | --------------------- | ---------------------------- | ------------------ |
| 1.                 | Ineos Grenadiers      | Vereinigtes Königreich       | 101 h 38 min 51 s  |
| 2.                 | EF Education-EasyPost | Vereinigte Staaten           | + 1 min 57 s       |
| 3.                 | Bahrain Victorious    | Bahrain                      | + 3 min 03 s       |
| 4.                 | Jumbo-Visma           | Niederlande                  | + 4 min 54 s       |
| 5.                 | Bora-Hansgrohe        | Deutschland                  | + 6 min 30 s       |
| 6.                 | UAE Team Emirates     | Vereinigte Arabische Emirate | + 7 min 40 s       |
| 7.                 | Soudal Quick-Step     | Belgien                      | + 11 min 22 s      |
| 8.                 | Israel-Premier Tech   | Israel                       | + 17 min 26 s      |
| 9.                 | Movistar Team         | Spanien                      | + 19 min 45 s      |
| 10.                | Groupama-FDJ          | Frankreich                   | + 23 min 29 s      |

## Ausgeschiedene Fahrer
- Lars van den Berg (Groupama-FDJ): wegen Magenprobleme nicht gestartet
- Filippo Ganna (Ineos Grenadiers): wegen positivem Corona-Test nicht gestartet
- Florian Stork (Team DSM): wegen Krankheit während der Etappe  aufgegeben
- David Dekker (Team Arkéa-Samsic): während der Etappe aufgegeben
- Samuele Zoccarato (Green Project-Bardiani CSF-Faizanè): während der Etappe aufgegeben[4]